# Mario Guiducci

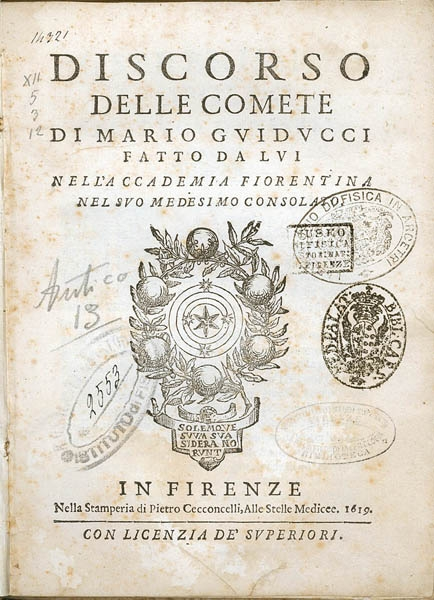
Frontispiz des Discorso delle Comete von 1619

Mario Guiducci (* 18. März 1583 in Florenz; † 5. November 1646 in Florenz) war ein italienischer Astronom und Rechtsgelehrter. Er studierte an der Universität Pisa und wurde ein Vertrauter von Galileo Galilei.

## Streit über Kometen
Unter seinem Namen wurde im Juni 1619 in Florenz das Traktat Discorso delle Comete veröffentlicht, bei dem es sich aber im Wesentlichen um eine Arbeit von Galilei handelte. Die beiden arbeiteten vor allem zwischen 1618 und 1623 zusammen, als sie mit dem Jesuiten Orazio Grassi und anderen Mathematikern des Collegium Romanum über die Natur von Kometen stritten. Sie verwarfen dabei die Theorie von Orazio Grassi und Tycho Brahe, dass Kometen Himmelskörper seien, die sich außerhalb der Mondbahn bewegten, und interpretierten sie stattdessen als erdnahe optische Phänomene.
Galilei (bzw. Guiducci) argumentierte auch gegen Tychos These, Kometen hätten gleichmäßige, kreisförmige Bahnen. Stattdessen, so behauptete er, seien ihre Bahnen gerade. Neben dem Angriff auf Grassi setzte der Diskurs auch einen früheren Streit mit Christoph Scheiner über Sonnenflecken fort und verunglimpfte die Illustrationen in Scheiners Buch als „schlecht koloriert und schlecht gezeichnet“.
Während Guiducci und Galilei am Diskurs arbeiteten, erschien in Mailand eine zweite anonyme Jesuitenbroschüre – Assemblea Celeste Radunata Nuovamente in Parnasso Sopra la Nuova Cometa (manchmal fälschlich Giovanni Rho zugeschrieben). Darin wurde für das neue tychonische Weltmodell und gegen die traditionelle Kosmologie des Aristoteles argumentiert. Guiducci und Galilei arbeiteten gemeinsam an einer Antwort, in der sie die Argumente für ein heliozentrisches Modell darlegten. Die Debatte wurde fortgesetzt, als Grassi später im Jahr 1619 in Perugia unter dem Pseudonym Lotario Sarsi Sigensano eine Antwort auf den Diskurs in La Libra Astronomica ac Philosophica veröffentlichte.  In diesem Werk wurde Guiducci als bloßer „Kopist“ Galileis abgetan und Galileis Ideen direkt angegriffen. Öffentlich beteuerte Galilei, dass Guiducci und nicht er der Autor des Discorso delle Comete sei. Trotzdem besteht kein Zweifel daran, dass Galilei der Hauptverfasser des Discorso delle comete war. Das Manuskript ist größtenteils in seiner Handschrift verfasst, und die Abschnitte in Guiduccis Handschrift wurden von ihm überarbeitet und korrigiert.
Während die Accademia dei Lincei überlegte, welchen Ton Galileis Antwort annehmen sollte, antwortete Guiducci im Frühjahr 1620 direkt an Grassi. Die Antwort war förmlich an einen anderen Jesuiten gerichtet, Pater Tarquinio Galluzzi, seinen alten Rhetoriklehrer. Guiducci widersprach den verschiedenen Argumenten, die Grassi gegen Galilei vorgebracht hatte, und beschrieb einige von Grassis Experimenten als „voller Fehler und nicht ohne einen Hauch von Betrug“. Guiducci schloss mit dem Versuch, experimentelle Beweise mit theologischen Argumenten in Einklang zu bringen, betonte jedoch nachdrücklich den Vorrang der durch Beobachtung gewonnenen Daten. Galilei war von Guiduccis Bemühungen sehr angetan und schlug ihn im Mai 1621 zur Mitgliedschaft in der Accademia dei Lincei vor (obwohl er tatsächlich erst 1625 Mitglied wurde).

## Aufenthalt in Rom (1623–1625)
Im August 1623 wurde der Florentiner Maffeo Barberini Papst Urban VIII. Er war mit vielen Mitarbeitern Guiduccis befreundet, darunter Michelangelo Buonarroti dem Jüngeren. Im Herbst desselben Jahres reiste Guiducci nach Rom, um zu prüfen, ob er beim neuen Papst eine Beförderung erhalten könnte, und verkehrte regelmäßig im Kreis des Kardinals Francesco Barberini. In Rom lernte er Johannes Faber kennen, und gemeinsam mit Caspar Schoppe, einem deutschen Propagandisten der katholischen Gegenreformation, besuchte er regelmäßig das Haus von Virginio Cesarini und hatte regelmäßig Kontakt mit Mitgliedern der Accademia dei Lincei. Auch für Galilei spielte er eine wichtige Rolle, indem er ihn über die Entwicklungen an der Kurie und die Rezeption seines jüngsten Werks Il Saggiatore auf dem Laufenden hielt.
Im Sommer 1624 informierte er Galilei über sein Treffen mit Orazio Grassi und über die offenbar positiven Bemerkungen, die Grassi zur kopernikanischen Theorie gemacht hatte. Später warnte er Galilei vor zwei scharf formulierten Angriffen des Jesuitenordens auf diejenigen, die das aristotelische Weltbild umstürzen wollten. Guiducci war auch der Vermittler, über den Galilei seinen Kollegen in der Accademia dei Lincei das Manuskript seiner Antwort auf Francesco Ingolis Brief von 1616 zukommen ließ, in dem er die kopernikanischen Ideen in Frage stellte, De situ et quiete Terrae contra Copernici systema Disputatio. Im April 1625 warnte Guiducci Galilei in einem Brief, dass beim Heiligen Offizium eine Anklage gegen Il Saggiatore  wegen Verbreitung kopernikanischer Ideen erhoben worden sei, der 1616 für ketzerisch erklärt worden war. Im Mai 1625 kehrte Guiducci nach Florenz zurück, ohne in Rom eine Anstellung erhalten zu haben.

## Hydrologie des Flusses Bisenzio
Im Rahmen seiner Familiengüterverwaltung geriet Guiducci 1630 in einen Streit um die Kontrolle des Flusses Bisenzio bei Florenz. Der Fluss führte häufig Hochwasser und zerstörte die Ländereien seiner Besitzer auf beiden Seiten. Im September 1630 unterzeichnete er als einer von 150 Landbesitzern ein Schreiben an den Großherzog, in dem er ihn aufforderte, einen Plan zur Kontrolle des Flusslaufs auszuarbeiten. Ein Ingenieur namens Bartolotti wurde mit der Erstellung eines Plans beauftragt, gegen den Guiducci und andere Landbesitzer Einspruch erhoben. Der Streit entwickelte sich unter anderem zu einer Meinungsverschiedenheit über die Physik des fließenden Wassers und darüber, ob das Bartolotti-Projekt wie behauptet funktionieren würde.
Bartolottis Plan sah vor, dem Fluss einen neuen, geraden Lauf zu geben und die zahlreichen Biegungen im Unterlauf zu vermeiden, die ihn verlangsamten und über die Ufer treten ließen. Als Folge würde den Eigentümern am Westufer Land entzogen und die Eigentümer am Ostufer begünstigt. Guiducci und andere Eigentümer am Westufer legten gegen den Vorschlag Berufung ein und argumentierten, die vorgeschlagene technische Lösung würde die Entwässerung nicht verbessern. Stattdessen sollte der natürliche Flusslauf ausgebaggert und das Gestrüpp von den Ufern entfernt werden. Guiducci argumentierte unter anderem damit, dass sich die Geschwindigkeit eines Wasserlaufs durch die Teilung verringert. Wenn das Wasser also sowohl den alten Flusslauf als auch den geplanten Kanal entlang fließen könnte, würde dies lediglich zwei langsam fließende Gewässer anstelle eines einzigen bedeuten und ein noch größeres Gebiet als zuvor mit Überschwemmungen bedrohen. Er vertrat außerdem die Ansicht, dass Flussbiegungen das Wasser nicht verlangsamen, sodass ein gerades und ein Fluss mit Biegungen in einer bestimmten Zeit die gleiche Wassermenge abführen würden, wodurch ein gerades Gerinne unbrauchbar würde. Um seine These zu untermauern, bat Guiducci Benedetto Castelli, den Richtern ein Exemplar seiner Abhandlung über die Messung fließenden Wassers zu schicken. Möglicherweise war er auch an der Einladung des Großherzogs an Galilei beteiligt, ihm fachkundige Hilfe bei der Lösung des Problems zu leisten.
Galilei hatte gerade das Manuskript des Dialogs über die beiden wichtigsten Weltsysteme fertiggestellt und ließ einige der theoretischen Argumente zur Beschleunigung aus diesem Text in seine Stellungnahme einfließen. Er argumentierte, dass die Fließgeschwindigkeit des Wassers eher von der relativen Höhe als von der zurückgelegten Strecke bestimmt werde, und unterstützte damit Guiduccis Ansicht, dass ein neuer Einschnitt, der den Flusslauf verkürzen würde, nutzlos wäre. Der Bisenzio-Streit veranschaulicht „eher die Solidarität als die Wissenschaft der Schüler Galileis“. Die konkurrierenden Theorien zur Wasserbeschleunigung und die unterschiedlichen technischen Ansätze wurden nie vollständig untersucht, da der Streit im Juni 1631 ohnehin durch einen von Guiducci vorgeschlagenen Kompromiss beigelegt wurde; die Landbesitzer beider Seiten einigten sich darauf, zunächst die traditionellere Methode des Ausbaggerns und Entfernens von Gestrüpp zu versuchen und dann Bartolottis technischen Plan zu überdenken, falls dieser die Überschwemmungen nicht ausreichend linderte.

## Galileis Prozess
In den frühen 1630er Jahren war Guiduccis Beziehung zu Galilei sehr eng. Ihre Häuser in Florenz waren nicht weit voneinander entfernt, und Guiducci verbrachte viel Zeit mit ihm. Zusammen mit Famiano Michelini und Bonaventura Cavalieri half Guiducci Galilei, seinen Dialog über die zwei wichtigsten Weltsysteme zur Veröffentlichung vorzubereiten. Als Galilei 1632 nach Rom reisen musste, um sich der Inquisition zu stellen, überließ er Guiducci seine persönlichen Angelegenheiten und die Weiterleitung der Korrespondenz mit seiner Tochter, Schwester Maria Celeste. Während Galileis Abwesenheit hielt Guiducci alle seine Freunde über Neuigkeiten aus Rom auf dem Laufenden. Er ermutigte andere, sich für Galileis Rehabilitierung einzusetzen, und er selbst setzte sich bei Kardinal Luigi Capponi für dessen Freilassung ein.
Nach Galileis Verurteilung zum Hausarrest im Jahr 1633 setzte Guiducci seine literarischen und genealogischen Kontakte zu ehemaligen Mitgliedern der Accademia dei Lincei fort, die sich nach Cesis Tod 1630 aufgelöst hatte. Über seine Aktivitäten in den 1640er Jahren ist wenig bekannt. Er starb am 5. November 1646 in Florenz und wurde in der Kirche Ognissanti begraben.